# Dayane de Fátima Rocha
Dayane de Fátima Rocha, född den 13 maj 1985 i Curitiba, Brasilien, är en brasiliansk fotbollsspelare. Vid fotbollsturneringen under OS 2004 i Aten deltog han i det brasilianska lag som tog silver.